# Anne-Laure Boulesteix
Anne-Laure Boulesteix (* 1979 in Paris) ist eine französische Ingenieurin und Mathematikerin. Sie ist Professorin für Biometrie mit Schwerpunkt Molekulare Medizin an der Ludwig-Maximilians-Universität München.

## Leben
Anne-Laure Boulesteix studierte an der technischen Hochschule École Centrale Paris und erwarb 2001 ein Diplôme d’Ingénieur. Sie erwarb ein Diplom in Mathematik an der Universität Stuttgart (2001) und einen Doktortitel in Statistik (2005) an der Ludwig-Maximilians-Universität (LMU) München. Nach einer Postdoc-Stelle in medizinischer Statistik am Klinikum rechts der Isar (2005–2007) arbeitete sie als Statistikerin am Sylvia Lawry Centre for Multiple Sclerosis Research in München (2007–2008). Anschließend wurde sie Juniorprofessorin (2009) und ordentliche Professorin (seit 2012) am Lehrstuhl für Biometrie und Bioinformatik der medizinischen Fakultät der Universität München.
Von 2017 bis 2021 war sie Mitglied des wissenschaftlichen Beirates des LMU Open Science Center.
Anne-Laure Boulesteix arbeitet an der Schnittstelle zwischen Biostatistik, maschinellem Lernen und Medizin.

## Berufliche Stationen
Von 2002 bis 2006 hat Anne-Laure Boulesteix am Institut für Statistik der LMU München gearbeitet. Dort hat sie erste Lehrveranstaltungen begleitet und mitgeholfen, neue statistische Methoden zu entwickeln. Im Anschluss zog es sie ans Universitätsklinikum Rechts der Isar der TU München, wo sie als Post-Doc von 2005 bis 2007 klinische Erfahrung sammelte und lernte, wie man Statistik direkt in der Patientenforschung anwendet.
2007 und 2008 war sie Statistikerin am Sylvia Lawry Centre for Multiple Sclerosis Research in München und durfte dort komplexe MS-Daten auswerten – eine sehr spannende Aufgabe, bei der sie viel über Forschungsmethoden gelernt hat. 2008 kehrte sie kurz als Gastprofessorin an ihr altes Institut zurück und übernahm erste eigene Lehrverantwortung in Biostatistik.
Von 2009 bis 2012 baute sie als Juniorprofessorin an der Medizinischen Fakultät der LMU ihr eigenes kleines Team auf und betreute Doktorandinnen und Doktoranden. Seit Mai 2012 schließlich führt sie als ordentliche Professorin den Lehrstuhl für Biometrie und Bioinformatik, leitet ein interdisziplinäres Team und verbindet Statistik mit molekularer Medizin – genau das, was ihr am meisten Spaß macht!

## Habilitation
- 2011: „Habilitation à diriger des recherches“, Université d’Évry Val d’Essonne (bei Paris)[2]

## Forschungsschwerpunkte
Schnittstelle zwischen Biostatistik, maschinellem Lernen und Medizin, mit besonderem Fokus auf Metawissenschaft (Metascience) und Methodenbewertung

## Wissenschaftliche Ämter & Engagement
Anne-Laure Boulesteix engagiert sich seit vielen Jahren ehrenamtlich in führenden Gremien und Fachorganisationen der Biostatistik:
Nach ihrer Berufung in den Steuerungsausschuss der STRATOS-Initiative, die sich der Verbesserung und Vereinheitlichung statistischer Methoden in der biomedizinischen Forschung widmet, übernahm sie 2019 zudem die Co-Leitung des Simulation Panels. Als Gründungsmitglied und von 2017 bis 2021 Ratsmitglied des LMU Open Science Center förderte sie aktiv offene Wissenschaftspraktiken an ihrer Universität. International setzt sie Impulse als Präsidentin der deutschen Region der International Biometric Society. Daneben gestaltet sie als Associate Editor der Fachzeitschriften Statistics in Medicine und Journal of Classification sowie als Mitglied des Editorial Boards von Advances in Data Analysis and Classification maßgeblich die Qualitätsstandards und thematischen Schwerpunkte aktueller biostatistischer Forschung.

## Preise und Auszeichnungen
- 2010: Gay-Lussac-Humboldt-Preis[4]
- 2013: Chikio-Hayashi-Award[5]
- 2022: Präsidentin der deutschen Region der International Biometric Society[6]